# 希陆掠蛛
希陆掠蛛（学名：Drassodes sirmourensis）为平腹蛛科掠蛛属的动物。分布于印度以及中国大陆的西藏等地，主要生活于林间草丛。该物种的模式产地在印度。